# Wilhelm von Schack

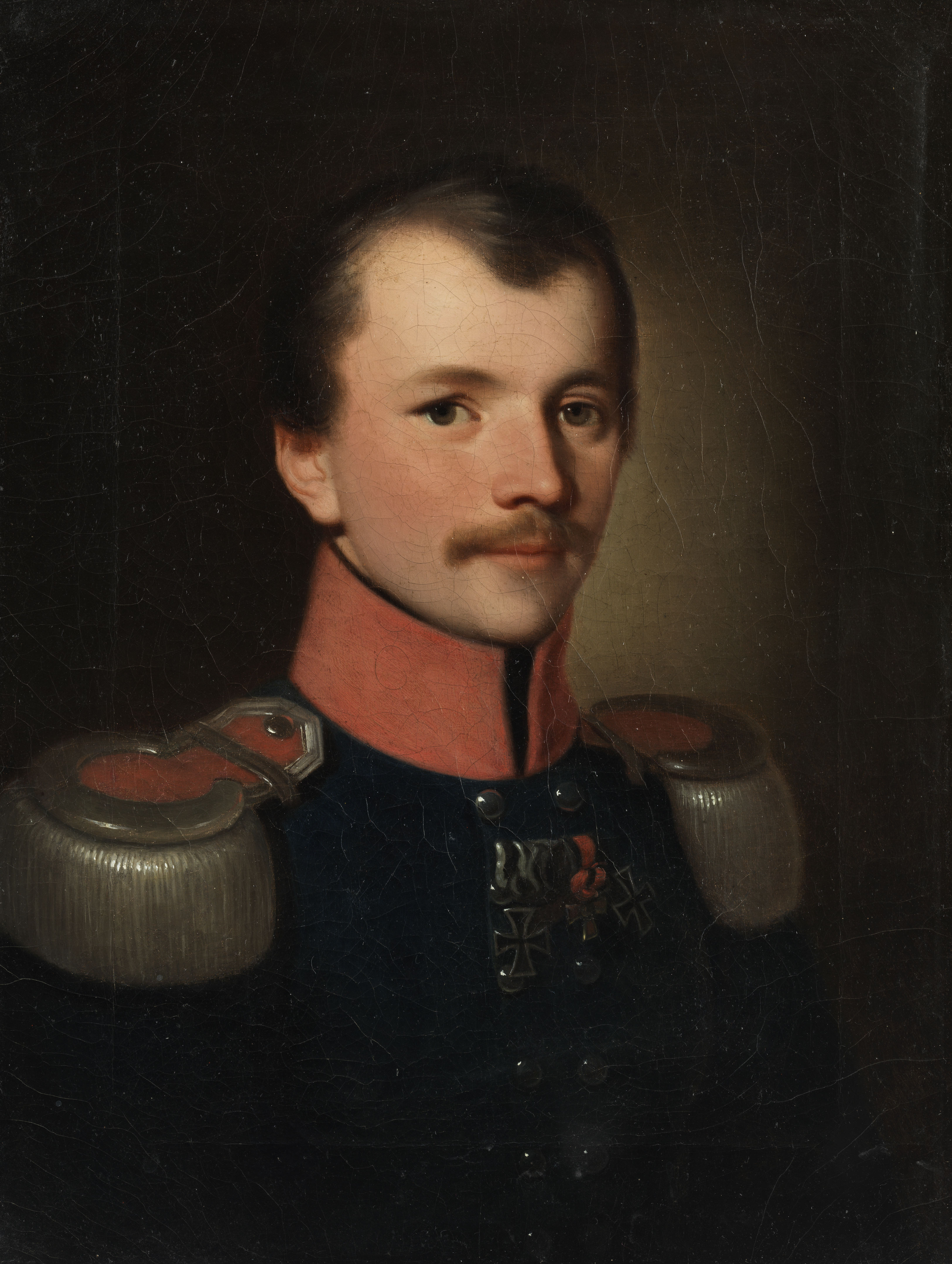
Franz Krüger(zug.): Wilhelm von Schack

Ferdinand Wilhelm Karl (Carl) von Schack (* 18. März 1786 in Magdeburg; † 6. Dezember 1831 in Berlin) war ein preußischer Generalmajor.

## Leben

### Familie
Wilhelm entstammt dem Müssener Zweig des lüneburgisch-uradeligen Geschlechts der Herren von Schack. Er war der älteste Sohn des preußischen Generalmajors Wilhelm Georg von Schack (1751–1827) und dessen Ehefrau Auguste Elisabeth Henriette, geborene von Borcke (1764–1830). Seine Brüder waren der Generalmajor und Herr auf Treten Ferdinand von Schack (1787–1846), der General der Infanterie und Herr auf Stechau Hans Wilhelm von Schack (1791–1866) und der Generalmajor August von Schack (1793–1864). Seine Schwäger waren der Generalmajor Florian von Seydlitz (1777–1832) und der Hofmarschall des Prinzen Wilhelm von Preußen, Hans Karl Dietrich von Rochow (1791–1857). Sein Vetter und enger Freund war Johann Georg Emil von Brause.
Wilhelm heiratete am 18. November 1810 in Berlin Wilhelmine Auguste, geborene von Schütz (1790–1862), Tochter des Geheimen Oberfinanzrates Georg Karl Gotthelf von Schütz (1758–1805) und dessen Ehefrau Katharina Philippine Johanna, geborene von Woedtke. Seine Gattin war eine Nichte des Johann Friedrich von Schütz. Die Ehe blieb kinderlos.

### Ausbildung
Seine erste schulische Ausbildung erhielt er durch seinen Vater, der damals Direktor des Kadetteninstituts in Kalisch war. 1795 wurde er an der Kadettenanstalt seines Vaters aufgenommen. 1796 trat er ins Berliner Kadettenhaus ein, wo damals ein vorzüglicher Unterricht erteilt wurde. Mit zwölf Jahren begann Wilhelm kleine Tagebücher zu führen. Er war ein lernbegieriger, frühreifer Knabe mit der feinen Handschrift eines Gelehrten; seine Liebe zu den schönen Künsten war schon damals ausgeprägt. 1802 trat er als Fähnrich in das Infanterieregiment „von Owstin“ in Stettin ein.

### Begegnung mit Wieland und Goethe
1805 erfolgte die Mobilmachung und am 18. Oktober rückte sein Regiment nach Thüringen aus. Schack befand sich als Quartiermacher in Weimar. Ich erkundigte mich solgleich nach dem würdigen Veteranen Wieland, nach Goethe, nach dem (Bertuchschen) Industrie-Comptoir und nach Schillers Grab. Über seine erste Begegnung mit Goethe am 22. Dezember 1805 schrieb er: Nach einiger Zeit kommt Goethe herein, ein schöner Mann, dessen Alter zwischen 40 und 50 fällt. Sein ganzer Anstand war der eines Hofmanns; sein gekräuseltes Haar, das einen Tituskopf formiert, mit seiner übrigen feinen eleganten Morgenkleidung  deutete den Mann von Welt an.  Am 9. Januar 1806 war er bei Goethe zum Mittagessen geladen: Er empfing mich sehr artig und ich kann nicht, wie so viele andere, über seinen Empfang klagen; doch ist es gegründet, daß er sich gegen ihn besuchende Fremde zuweilen äußerst sonderbar benimmt, welches ihm aber auch nicht zu verdenken ist, da er außerordentlich überlaufen wird. (...) Unsere Unterhaltung beschränkte sich meist aufs Theater und auf die jetzigen Zeitumstände. Er unterhielt uns vortrefflich, ließ sich in Erklärungen der unbedeutendsten Sachen ein und ließ uns durchaus den Stolz nicht merken, dessen man ihn sonst beschuldigt. Als die Truppe Ende Januar 1806 der Befehl zum Abmarsch nach Lübeck erhielt, kam es noch einmal zu einer Begegnung mit Wieland: Nach der Parade gingen ich und Wrangel im Namen des Offizierscorps zu Wieland und empfahlen uns seinem Andenken. Der gute Greis nahm diese Artigkeit sehr gut auf und unterhielt sich eine gute halbe Stunde mit uns über die jetzigen politischen Verhältnisse und über unseren hiesigen Aufenthalt, wobei er auf eine launige Art über die politischen Avancements scherzte. Mir wird diese Unterredung mit Wieland unvergesßlich bleiben, wahrscheinlich ist es die letzte und schwerlich werde ich noch so glücklich sein, ihn noch einmal zu sehen.

### Im Schill’schen Freikorps
Während der Schlacht bei Lübeck geriet er in französische Gefangenschaft. Auf Ehrenwort, nicht gegen Frankreich zu kämpfen, wurde er aus der Gefangenschaft entlassen. Ihm gelang es, sich mit seinem Bruder August über Berlin nach Memel durchzuschlagen, wo sich sein Vater im Gefolge des nach Ostpreußen geflohenen Königs befand. Gemäß seinem Ehrenwort wurde er zunächst in der Verwaltung beschäftigt. Nachdem er offiziell mit französischen Kriegsgefangenen ausgetauscht worden war, schloss er sich dem Schillschen Freikorps („Schillsche Jäger“) an und bewährte sich bei der Verteidigung der Festung Kolberg.
Nach dem Frieden von Tilsit wurde er 1807 als Adjutant Schills in dessen neugebildeten Freikorps geführt. Nach der Eingliederung in die Preußische Armee, trat er in das Leib-Grenadier Regiment Nr. 8 ein. Die Friedenszeit nutzte Schack zur Weiterbildung. An der Berliner Militärakademie hörte er Vorträge von Scharnhorst und Clausewitz.

### Adjutant bei Yorck
Nach seiner Eheschließung und Beförderung zum Premierleutnant erfolgte am 2. November 1811 seine Ernennung als Adjutant des Generalmajors Yorck. Im Stab des menschlich schwierigen Oberbefehlshabers sämtlicher Truppen in Ost- und Westpreußen nahm er am Russlandfeldzug 1812 teil. Für seinen Einsatz bei den Gefechten von Mesothen und Garossenkrug am 29. Oktober und 1. November 1812 erhielt er auf Vorschlag Yorcks den Orden Pour le Mérite und wurde zum Kapitän im Generalstab ernannt. Vor allem es blieb Schack, des treuen Seydlitz Schwager, bald die Seele des Hauptquartiers und der Liebling Yorcks. In der vollen Kraft der Jahre, von edlem Ehrgeiz, geschaffen für die großen Geschäfte, wuchs er mit der Größe der Aufgaben; in seiner Art war von Kleinlichem, Mißmutigem, Unsicherem keine Spur; mit Vorliebe alles Detail umfassend, war er stets auf das Ganze gewandt und dessen gewiß; das Verworrendste wurde vor seinem Blicke klar, einfach, zum Zweck geordnet; und erläuternd oder anweisend wußte er mit schlichten Worten zu überzeugen; in plötzlichen Entschließungen traf er sofort das Rechte, das Entscheidende, und er führte es mit solcher Sicherheit und Freudigkeit hinaus, daß das Gelingen sich von selbst zu verstehen schien.
Als Vertrauter Yorcks trug er gemeinsam mit seinem Schwager Florian von Seydlitz und Oldwig von Natzmer entscheidend zum Gelingen der Konvention von Tauroggen, den Geheimverhandlungen zwischen Preußen und Russland sowie dem Zustandekommen des Vertrags von Kalisch bei. Schack wurde für seine diplomatische Missionen vom russischen Zaren Alexander mit dem Annen-Orden II. Klasse mit Brillanten ausgezeichnet.
Als Major im Generalstab des Yorckschen Korps nahm Schack nun an allen bedeutenden Schlachten und Gefechten der Jahre 1813 und 1814 teil. Dabei suchte er stets in den Auseinandersetzungen zwischen General Yorck und dessen nunmehr als Führer der Schlesischen Armee übergeordneten General Blücher zu vermitteln. Daß die Geister in seinem Stabe sich nicht in Rechthaberei und Eifersüchtelei verloren, war wohl ein Verdienst des dem Idealen und Großen zugewendeten Wilhelm Schack. Wenn die Offiziere des Yorckschen Stabes in dieser harten Zeit während freier Abendstunden Stücke von Schiller und Shakespeare mit verteilten Rollen lasen - am Vorabende der Schlacht bei Laon in einem Hausflure Shakespeares „Heinrich IV.“, - so ist dies ein Beweis für das Bildungsstreben unter den preußischen Offizieren und auch für den erziehlichen Einfluß des jungen hochgesinnten Quartiermeisters. Nach dem Ende der Napoleonischen Kriege reiste er im Auftrag des preußischen Finanzministers Hans Graf von Bülow nach England.

### Adjutant des Kronprinzen
Am 31. Mai 1814 wurde Schack zum Oberstleutnant befördert und am 9. August zum Adjutanten des preußischen Kronprinzen ernannt, mit dem er 1815 am Marsch nach Paris teilnahm. Der Aufenthalt in Paris (vom 11. Juli bis 28. September) bot Wilhelm an der Seite des Kronprinzen viel des Interessanten. Er tat während der langwierigen Friedensverhandlungen tiefe Einblicke in das politische Getriebe Europas, kam in persönliche Berührung mit den dort versammelten Monarchen, Feldherren, Staatsmännern und Künstlern. Ein berauschendes Friedensleben entwickelte sich. Große Feldgottesdienste, Revuen und Manöver, glänzende Diners und Bälle, Besuche von Kirchen Schlössern, Museen, Künstlerateliers, Theatern lösten sich ab.
Trotz angegriffener Gesundheit begleitete er den Kronprinzen weiterhin auf verschiedenen Reisen, so 1817 auf einer Reise zum Rhein zur Besichtigung der westfälischen Provinzen, im Frühjahr 1818 durch die östlichen Provinzen zum Besuch des russischen Hofes, dessen Scheinliberalismus Schack durchschaute. 1819 begleitet er den Kronprinzen auf einer großen Reise durch Schlesien, die die beiden auch zum alten General Yorck nach Klein-Öls führte. Über Bayern, wo der Kronprinz in Begleitung Schacks erstmals seiner späteren Braut begegnete, und den Schwarzwald führte sie die Reise schließlich in die Schweiz.

### Krankheit und Tod
Infolge einer Überanstrengung bei der Besteigung des Rigi verschlechterte sich der labile Gesundheitszustand Schacks plötzlich. Er litt an starkem Rheumatismus, der sich vor allem auf Kopf und Augen legte. Gemeinsam mit Seydlitz arbeitete er an dem Tagebuch der Operationen des Königlich preußischen I. Armeekorps unter dem Befehl des Generals der Infanterie v. Yorck.
1820 ehrte ihn der König anlässlich der Beförderung des Kronprinzen zum Kommandierenden General des II. Armee-Korps durch die Ernennung zu dessen Generalstabschef.
Auf ärztliches Anraten reiste er im Frühjahr 1822 nach Italien. Niebuhr und Bunsen wurden ihm in Rom zu Freunden. 1823 wurde Schack zum Generalmajor befördert.
Am 30. März 1829 musste Schack endgültig in den Ruhestand treten. Wie viele gerechte Hoffnungen für das Vaterland gehen mit diesem von der Natur so herrlich ausgestatteten Manne unter, schrieb Yorck, der in Schack immer den zukünftig führenden General der Preußischen Armee gesehen hatte.
Schack starb nach siebenjährigem Krankenlager, blind und gelähmt, in seiner Berliner Wohnung in der Oranienburger Straße 17. Am 9. Dezember 1831 wurde er in der Gruft des v. Schütz'schen Erbbegräbnisses auf dem Friedhof III der Jerusalems- und Neuen Kirche begraben. Auf Bestellung seines Vetters Johann Georg Emil von Brause fertigte Christian Daniel Rauch nach Schacks Totenmaske – die sich bis 1932 auf seinem Sarg in der v. Schütz'schen und v. Schack'schen Gruft befunden hat – eine Marmorbüste, die sich heute im Besitz des Deutschen Historischen Museums befindet.

### Orden und Ehrenzeichen
- 1812 Pour le Mérite
- 1813 Eisernes Kreuz II. und I. Klasse
- 1813 Russischer Orden der Heiligen Anna II. Klasse mit Brillanten
- 1825 Preußisches Dienstauszeichnungskreuz
- Ritter des Johanniterordens